# Bailables n.º 3
Bailables № 3 "La Chispita es el décimo primer álbum del arpista Hugo Blanco y su Conjunto, grabado en 1967 y el tercer volumen de ésta serie "Bailables". De ésta producción musical se extraen los éxitos: "La Chispita", "Margarita", "La Rinconada", "Anacoco" y "El Marranito", correspondientemente.

## Pistas
| N.º | Canción                                                                                 | Duración |
| --- | --------------------------------------------------------------------------------------- | -------- |
| 1.  | "La Chispita" Hugo Blanco                                                               |          |
| 2.  | "El Marranito" Hugo Blanco                                                              |          |
| 3.  | "Margarita" Lionel Belasco; Gracita Faulkner                                            |          |
| 4.  | "El Vuelo del Avión (Sin Final)" Alec Wilder; Gino Paoli                                |          |
| 5.  | "Helado de Barquilla" Hugo Blanco                                                       |          |
| 6.  | "Sombrero de Cogollo" Eddie Frankie                                                     |          |
| 7.  | "La Rinconada" Hugo Blanco                                                              |          |
| 8.  | "Brindo, Brindo" Johnny Albino                                                          |          |
| 9.  | "Anacoco" Hugo Blanco; Nelson Blanco                                                    |          |
| 10. | "Dr. Zhivago/La Sombra de Tu Sonrisa" Maurice Jarre/Paul Francis Webster; Johnny Mandel |          |
| 11. | "Amalia Rosa" Celestino Carrasco                                                        |          |
| 12. | "Las Muchachas de San Pedro" Eddie Frankie                                              |          |

- Datos: Q5716619